# Haplidia armeniaca
Haplidia armeniaca är en skalbaggsart som beskrevs av Baraud 1990. Haplidia armeniaca ingår i släktet Haplidia och familjen Melolonthidae. Inga underarter finns listade i Catalogue of Life.